# 张忠阳
张忠阳（1970年10月—），男，汉族，湖南浏阳人，中华人民共和国政治人物，现任中国共产党第二十届中央委员会候补委员，中国航天科技集团有限公司董事、总经理、党组副书记。
2024年1月兼任中国运载火箭技术研究院院长。